# Doncaster
Doncaster é uma cidade do distrito de Doncaster, no Condado de South Yorkshire, na Inglaterra. Sua população é de 111.782 habitantes (2015) (306.397, distrito). Doncaster foi registrada no Domesday Book de 1086 como Donecastre.
Em Doncaster foi onde o famoso britânico Louis Tomlinson, cantor da boyband One Direction, nasceu e cresceu e onde sua família ainda mora.

## Futebol
A cidade possui um clube próprio de futebol: o Doncaster Rovers. O time já foi campeão da quinta, quarta e terceira divisão do campeonato inglês.